# 1997 في السعودية
تحتوي هذه المقالة على أهم الأحداث التي شهدتها السعودية في 1997، والذي يوافق 1417/8/22 إلى 1418/9/2 هـ إضافة إلى أهم الشخصيات السعودية التي وُلدت أو تُوفيت في هذه السنة.

## السياسة

### الحكم
الملك: فهد بن عبد العزيز آل سعود

### يناير
- 17: تعيين اللواء طلال بن محسن علي عنقاوي مديرا عاما لحرس الحدود . [1]

### مارس
- 14: ترقية العميد عبدالعزيز بن محمد سجيني إلى رتبة لواء . [2]
- 14: ترقية العميد أحمد بن عبدالله سمباوة إلى رتبة لواء . [2]
- 14: ترقية العميد راشد بن زيد آل طالب إلى رتبة لواء . [2]
- 14: تعيين المهندس فيصل بن علي بن صالح الزبن على وظيفة المدير العام لمكتب وزير المواصلات بالمرتبة الرابعة عشرة . [2]

#### أغسطس
- 22: تعيين محمد بن سليمان المهوس رئيس هيئة التحقيق والإدعاء العام . [3]
- 22: تعيين الشيخ الدكتور عبدالعزيز بن محمد العبدالمنعم أمين عام هيئة كبار العلماء . [3]
- 29: ترقية الفريق ركن أحمد بن محمد بن عبدالله بلال مدير الأمن العام إلى رتبة فريق أول ركن . [4]

#### سبتمبر
- 26 : تعيين الأمير سعود بن فهد بن عبد العزيز آل سعود نائب رئيس الإستخبارات العامة بمرتبة وزير . [5]
- 26: ترقية العميد علي بن عبدالرحمن العمري إلى رتبة لواء . [5]
- 26: ترقية العميد إبراهيم بن عويض العتيبي إلى رتبة لواء . [5]

## أحداث
- تأسيس شركة التعدين العربية السعودية.
- توفير الإنترنت بشكل رسمي.[6]
- المملكة العربية السعودية تتبرع بمبلغ 10 ملايين دولار إلى منظمة المؤتمر الإسلامي و أجهزتها .[7]
- الملك فهد بن عبدالعزيز آل سعود يزيد عدد أعضاء مجلس الشورى من 60 إلى 90 عضوا.
- تأسيس صحاري مول المجمع التجاري الشهير في الرياض .
- تأسيس الشركة الدولية الرائدة في صناعة القهوة والمقاهي في السعودية د.كيف .
- تأسيس معهد البحوث والاستشارات بجامعة الملك عبدالعزيز وهي الجهة المسئولة عن البحوث الممولة من خارج الجامعة.

### يناير
- 17: افتتاح مكتبة الملك فهد الوطنية في الرياض . [1]
- 17: الأمير سلطان بن عبدالعزيز النائب الثاني لرئيس مجلس الوزراء و وزير الدفاع والطيران يرأس اجتماع لجنة الاختيار لجائزة الملك فيصل العالمية لخدمة الإسلام والمسلمين .

### مارس
- 14: 100 شخص من البوسنة يؤدون فريضة الحج على نفقة خادم الحرمين الشريفين الملك فهد بن عبدالعزيز آل سعود . [2]
- 14: الموافقة على انضمام وزارة البرق والبريد والهاتف إلى اتحاد سكاي وي الذي يخص نظام الممارسات (خدمة الطائرات ) والمشاركة في اجتماعاته عند تنفيذ الوزارة لمحطتي اتصالات الطائرات . [2]
- 14: البدء في مشروع انشاء مياه بمدينة المذنب . [2]

- 21: المملكة العربية السعودية تقدم مساعدات عاجلة إلى جمهورية تشاد بواسطة طائرتان محملات بالأغذية والمواد للتخفيف من وطأة الجفاف. [8]
- 21: المملكة العربية السعودية تقدم مساعدة مالية للمركز الإسلامي لتنمية التجارة و مقره الدار البيضاء . [8]
- 21: البدأ بخطة زيادة عدد العاملين السعوديين في القطاع الخاص عن طريق برنامج سعودة الوظائف . [8]
- 21: زيارة الأمير سلطان بن عبدالعزيز وزير الدفاع والطيران والمفتش العام إلى المملكة المتحدة . [8]

### أبريل
- حادثة حريق منى
- 4: تحويل البنك الأهلي التجاري من شركة تضامنية إلى شركة مساهمة وفق نظامي الشركات ومراقبة البنوك. [9]
- 4: افتتاح مصنع للمدرعات العسكرية في مدينة الدمام . [9]
- 4: الملك فهد بن عبدالعزيز آل سعود يستضيف ألف حاج من دولة الشيشان . [9]

### أغسطس
- 15: الأمير سلمان بن عبدالعزيز أمير منطقة الرياض يفتتح جامع خادم الحرمين الشريفين الملك فهد بن عبدالعزيز آل سعود في جبل طارق بتكلفة بلغت 30 مليون ريال . [10]
- 15: الأمير عبدالعزيز بن فهد يضع الحجر الأساسي للمركز الثقافي الإسلامي في مدينة مالقا الأسبانية . [10]

- 29: الملك فهد بن عبدالعزيز آل سعود يأمر ببناء جامع في مدينة حائل بتكلفة 76 مليون ريال . [4]

### سبتمبر
- 19: البدأ في تطبيق رسوم تأشيرات الدخول ورخص العمل على جميع العاملين الغير سعوديين دون استثناء . [11]

- 26: الأمير سلطان بن عبدالعزيز النائب الثاني لرئيس مجلس الوزراء ووزير الدفاع والطيران والمفتش العام في زيارة رسمية إلى دولة أسبانيا . [5]

### أكتوبر
- 3: افتتاح الطريق البري بين القصيم - المدينة - ينبع - رابغ .[12]

- 12: أقيمت بطولة كأس القارات 1997 في المملكة.
- 17: فريق علمي بحثي سعودي يحدد لأول مرة في العالم الشفرة الوراثية لمرض تضخم الغشاء المفصلي المصاحب لتضخم غشاء القلب وانقباض الأصابع . [13]

### نوفمبر
- 7: المملكة العربية السعودية تقدم دعم مالي يبلغ 850 ألف دولار إلى الجامعة الإسلامية في دولة ماليزيا . [14]

- 14: سمو ولي العهد الأمير عبدالله بن عبدالعزيز يرعى حفل افتتاح مرافق ومنشآت الزيت في حوطة بني تميم .

- 21: زيارة نيلسون مانديلا رئيس جنوب أفريقيا إلى المملكة العربية السعودية في اجتماع مع الملك فهد بن عبدالعزيز وودعه ولي العهد الأمير عبدالله بن عبدالعزيز في المطار . [15]

### ديسمبر
- 4: إقامة حفل سباق الخيل في حي الملز , العاصمة الرياض برعاية الأمير عبدالله بن عبدالعزيز . [16]
- 5: قمة سعودية , مصرية , قطرية في قصر اليمامة بالرياض لأجل إعادة العلاقات القطرية المصرية إلى سابق عهدها . [17]

- 21: كأس القارات 1997 الفائز منتخب البرازيل لكرة القدم.

## مواليد

### فبراير
- 7: سامي النجعي لاعب كرة قدم سعودي.

### مارس
- 11: عادل العواد لاعب كرة قدم سعودي.

### أبريل
- 4: مشاري القحطاني لاعب كرة قدم سعودي.
- 5: لمى الكناني، ممثلة سعودية.
- 7: أنس زباني لاعب كرة قدم سعودي.
- 22: خويلد عيادة لاعب كرة قدم سعودي.

### مايو
- 3: حسن أبو شرارة لاعب كرة قدم سعودي.

### سبتمبر
- 25: عبد الرحمن الدوسري لاعب كرة قدم سعودي.

### ديسمبر
- 10: متعب المطلق لاعب كرة قدم سعودي.

## وفيات
- صالح الخزيم، شاعر وعالم دين سعودي.

### يناير
- 1:

### أغسطس
- 3: سعيد بصيري، ممثل ومونولوجست سعودي.

### سبتمبر
- 7: عبد الله الطريقي، أول وزير نفط سعودي.
- 10 نوفمبر - عبد الله بن سعود بن عبد العزيز آل سعود.

### ديسمبر
- 7: عزيز ضياء (مواليد 1914) رجل دولة وأديب ومترجم وإذاعي سعودي.